# Чорноморське (Євпаторійський район)
Чорномо́рське (до 1944 року — Акмєчи́т; крим. Aqmeçit) — селище в Україні, в Євпаторійському районі Автономної Республіки Крим. Колишній адміністративний центр Чорноморського району.
Розташоване в західній частині Криму на Тарханкутському півострові, на березі Ак-Мечетської бухти Каркінітської затоки за 140 км від столиці АР Крим, з якою пов'язаний автодорогою.
Найближчою залізничною станцією є Євпаторія (за 70 км).
Автобусні рейси пов'язують селище з містами Сімферополь, Севастополь, Євпаторія.

## Населення
Населення складає 12 тис. осіб.
Проживають українці, росіяни, кримські татари, німці, болгари, греки, вірмени та інші.
Райони селища: Житломасив «Південна», Болгарські будинки, Центр, Шейхлер.

## Історія
Першими жителями Чорноморського були стародавні греки, які з'явилися на березі нинішньої бухти Вузької, в період грецької колонізації (близько IV ст. до н. е.). Вони заснували місто Калос-Лімен (із давньогрецького — Прекрасна Гавань). Калос-Лімен був одним з важливих центрів сільськогосподарської округи — хори, підпорядкованої старогрецькому місту-державі Херсонес. У II ст. до н. е., в період греко-скіфської війни, місто було захоплене скіфами, потім звільнений прибулими сюди херсонеситами. Греки не мали сил довго утримувати Калос-Лімен, і в Північно-західному Криму затверджуються скіфи. За припущенням учених, скіфи залишили околиці Калос-Лімена в III ст. н. е.
В період Кримського ханства на березі Каркінітської затоки було засноване поселення Акмесджит Лиман (Ак-Мечеть), яке згадується в книзі німецько-шведського наукового діяча Тунманна як «маленьке місце Акмесджід з малонадійною гаванню…». Майже одночасно в архівних документах зустрічається назва ще одного населеного пункту, розташованого на території Тарханкутського півострова — Шейхлар. Довгий період ці два населені пункти окремо виявлялися на географічних картах. Поступово Шейхлар і Ак-Мечеть зливаються в одне поселення під назвою Ак-Мечеть.

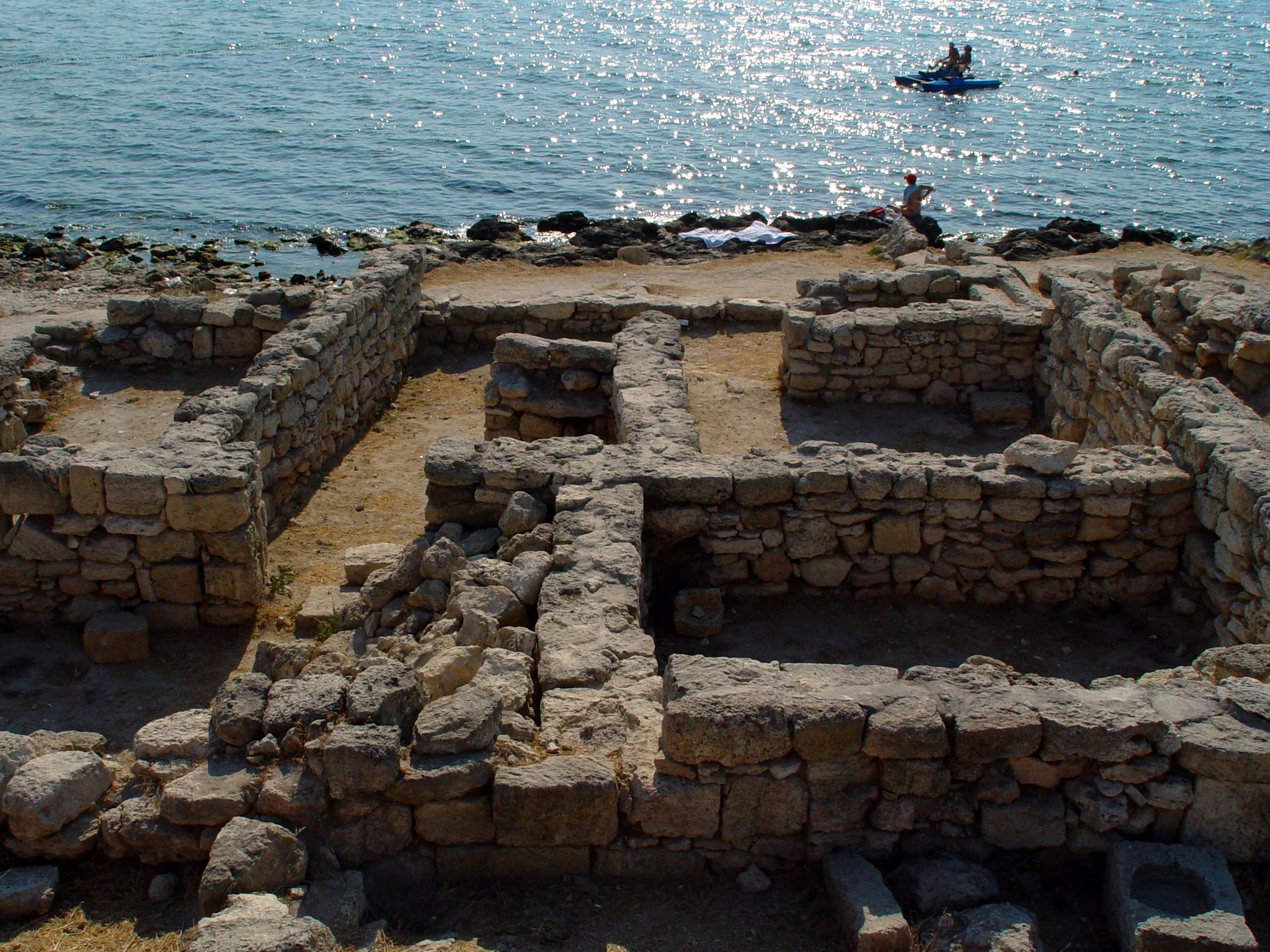
Калос-Лімен

Після анексії Криму Російською імперією, землі на березі Ак-Мечетськой бухти, загальною площею у 2 745 десятин, були даровані графу М. Войновичу, командувачу Севастопольською ескадрою. У 1824 р. ці землі стають власністю генерал-губернатора Новоросійського краю графа М. Воронцова. Велика частина земель графа призначалася для випасу овець і верблюдів. У Ак-Мечеті були розбиті виноградні й тютюнові плантації, вироблялося вино. У бухті граф побудував кам'яну пристань. Воронцов будує церкву святих Захара і Єлизавети. За документами 1835 р. в містечку Ак-Мечеть налічувалося 20 дворів, в селі Шейхлар — 15 селянських садиб. У 1885 р. в Ак-Мечеті була відкрита церковнопарафіяльна школа. На початку 1900 р. земство відкрило однокласне училище, яке потім було реорганізоване в трирічну школу. Тут працювала лікарня на 14 ліжок.
За переписом 1897 року кількість мешканців становила 575 осіб (288 чоловічої статі та 287 — жіночої), з яких , 566 — магометанської.
З 1944 р. Ак-Мечеть перейменована в Чорноморське. З 1957 р. Чорноморське отримало статус селища міського типу.

## Економіка
Зараз в Чорноморському працює 5 промислових підприємств, в тому числі: завод торгового устаткування, фабрика «Чорноморочка», молокозавод.
Біля селища збудовано Тарханкутську ВЕС.
На березі моря розташована пляжно-паркова зона.
Поступово селище перетворюється на курортну зону. Діють 9 пансіонатів.

## Соціальна сфера
У селищі працюють 3 загальноосвітніх школи, музична і спортивна школа, школа-інтернат, філіал професійно-технічного училища.
Функціонує районна лікарня, Будинок культури, бібліотека, краєзнавчий музей, кінотеатр, готель.
Діє церква Святих Захара і Єлизавети та будується Соборна мечеть.

## Пам'ятники
Археологічні пам'ятки: античне поселення Калос-Лімен (45°31′14″ пн. ш. 32°41′24″ сх. д. / 45.52056° пн. ш. 32.69000° сх. д.), розкопки якого проводяться з 1985 р.
На території селища встановлений обеліск в пам'ять чорноморців, загиблих в роки другої світової війни.

## Персоналії
- Борис Апрєль — співак, учасник «Фабрики зірок 2». Народився і провів дитинство у Чорноморському;
- Тимур Фаткуллін — український льотчик, чемпіон світу із вищого пілотажу 2019 року.

## Законодавство
- Указ Президента України № 774/2008 «Про невідкладні заходи щодо розширення мережі національних природних парків»